# Bollebygd (comuna)
Bollebygd (em sueco: Bollebygds kommun) é uma comuna da Suécia, situada no sudoeste do condado da Västra Götaland. Está localizada entre as cidades de Gotemburgo e Borås, onde muitos dos seus habitantes trabalham. Sua capital é a cidade de Bollebygd. Possui 263 quilômetros quadrados e segundo censo de 2020, havia 9 544 pessoas.
Cerca de 700 empresas estão registadas na comuna, com especial relevo para as pequenas e médias firmas da indústria transformadora, com destaque para a Flügger (tintas), Fagerhult (iluminação) e Hultafors (ferramentas).

Comuna de Bollebygd
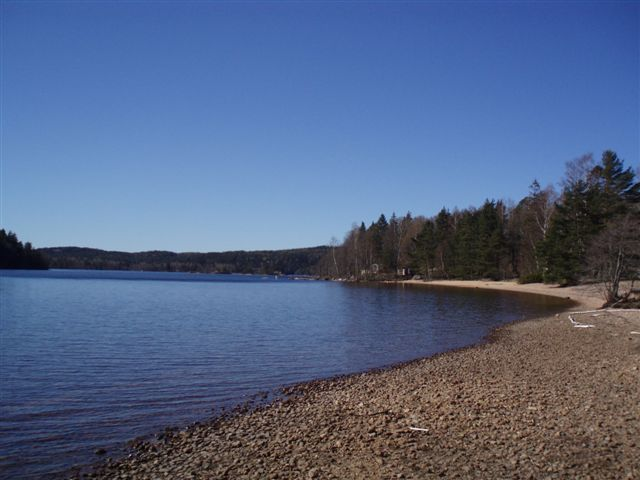
O lago Tubared
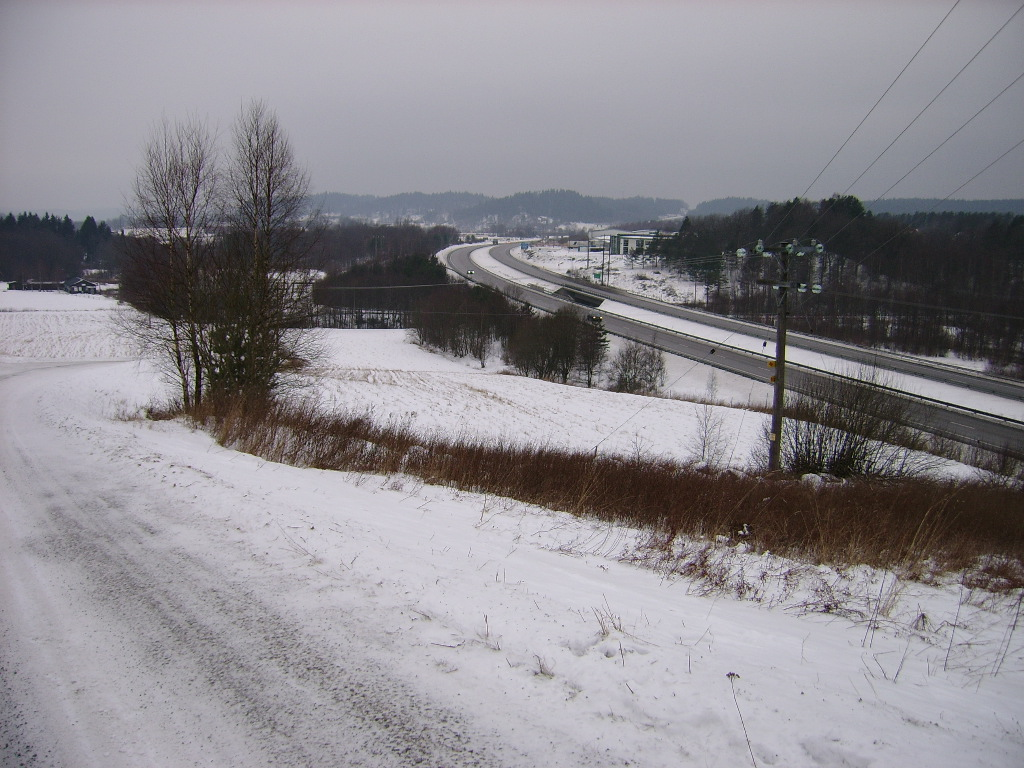
Sul da comuna de Bollebygd
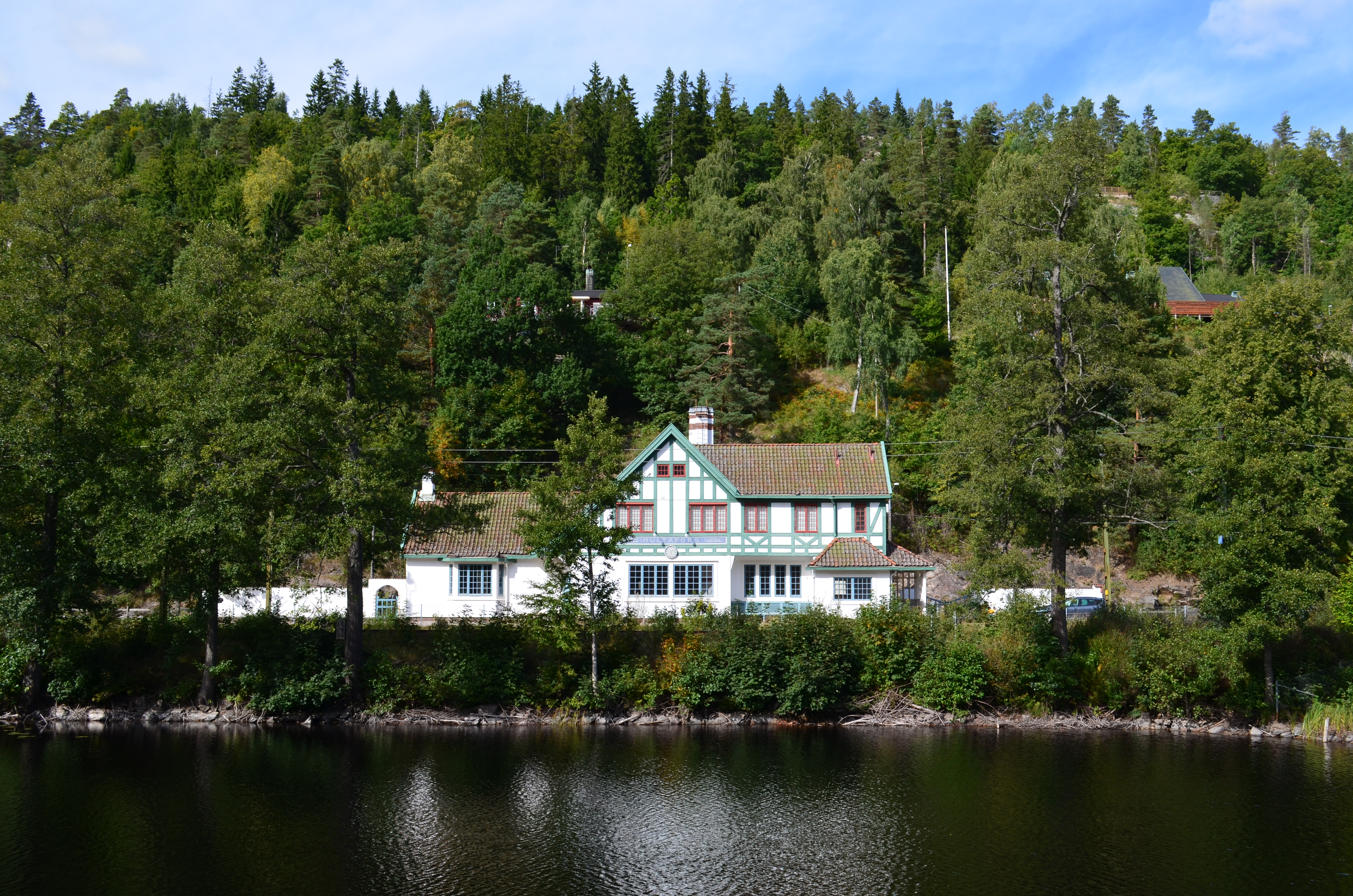
A estação ferroviária de Hultafors
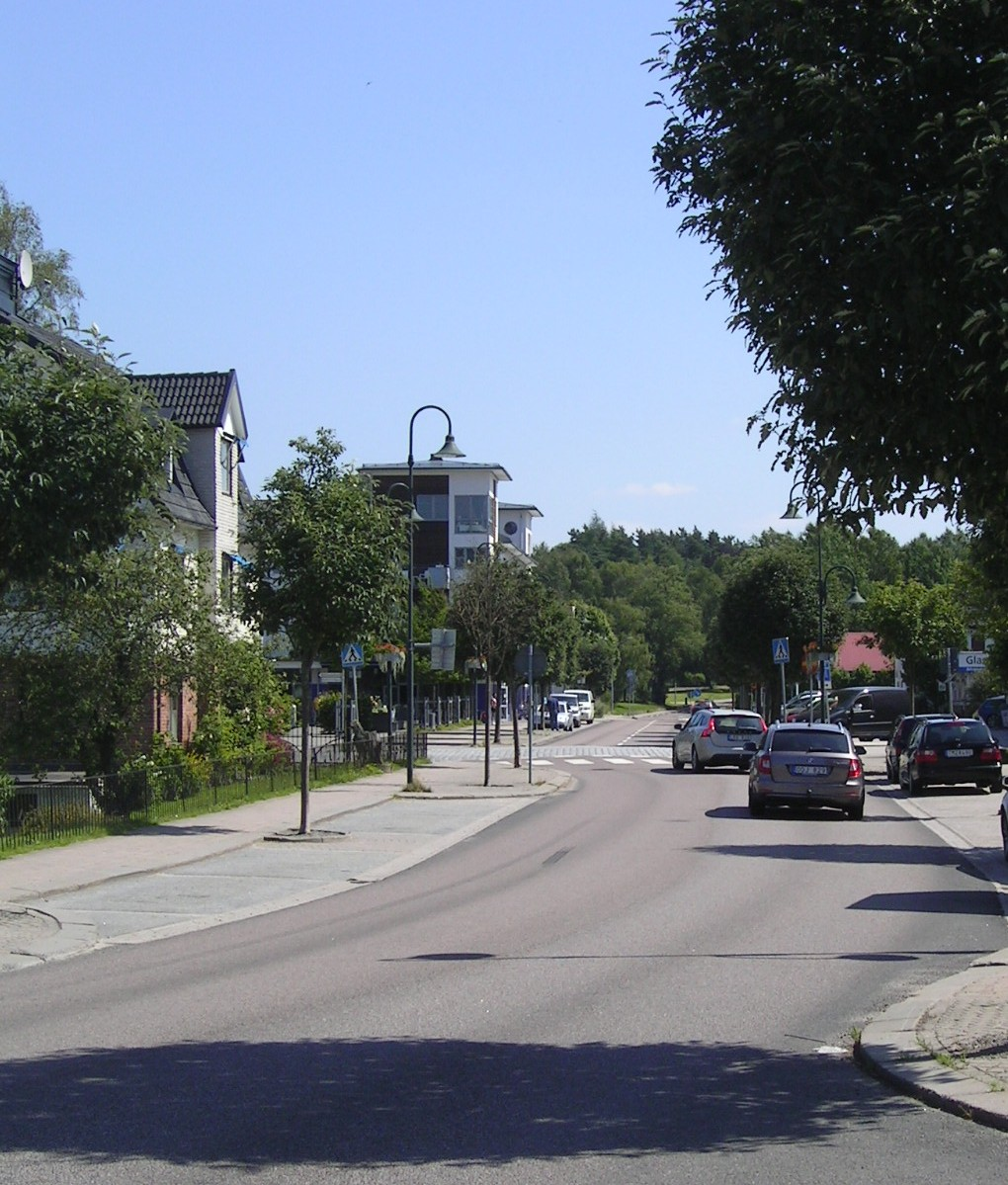
A pequena cidade de Bollebygd